# Phụ nữ ở Việt Nam

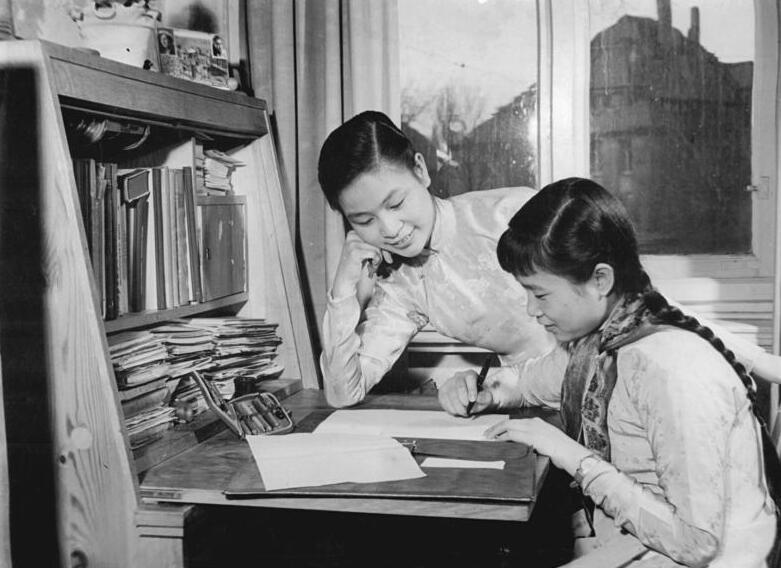
Phụ nữ Việt Nam thời kỳ chiến tranh (theo học ở Leipzig, Đông Đức).

Phụ nữ Việt Nam là nguồn nhân tố quan trọng đối với sự phát triển toàn diện của xã hội Việt Nam. Lịch sử đã và luôn minh chứng sự hiện diện của phu nữ trong các vai trò quan trọng của xã hội. Quá trình xây dựng, lao động sản xuất, đấu tranh chống thiên tai, địch họa, tề gia... Được khẳng định qua năng lực và phẩm hạnh trong các hoạt động xã hội, bao gồm cả trong lĩnh vực phi truyền thống nhất, góp một phần to lớn công sức và trí tuệ cho nền hoà bình và văn minh nhân loại.
Chiếm 51% lực lượng lao động ở Việt Nam, phụ nữ ở nông thôn vẫn đóng vai trò chính trong hoạt động sản xuất nông nghiệp. Phụ nữ vẫn đóng vai trò chính trong công việc gia đình và nuôi dạy con cái. Trong số các đại biểu của Quốc hội Việt Nam, tổ chức quyền lực cao nhất, phụ nữ chiếm 27,3% và được Liên Hợp Quốc đánh giá là: "Phụ nữ Việt Nam tham gia hoạt động chính trị cao nhất thế giới". Theo thống kê, số lượng nữ sinh theo học tại bậc trung học phổ thông là 53,8%, tỷ lệ nữ tốt nghiệp đại học là 36,24%, thạc sĩ 33,95%, tiến sĩ 25,96%.

## Đặc điểm

### Phụ nữ Việt Nam thời xưa
Lịch sử Việt Nam luôn ghi nhận phụ nữ là nguồn chảy của sự hạnh phúc, chăm sóc chồng con, đỡ đần cha già mẹ yếu, là chỗ dựa trong các phương diện cuộc sống gia đình.
Phụ nữ có các vai trò là người yêu, người vợ, người mẹ,người mang lại hạnh phúc cho gia đình, người đóng góp bền bỉ sự nghiệp của Quốc gia:
Quốc Mẫu Âu Cơ, gần 5000 năm trước kết duyên cùng vua Lạc Long sinh được 50 con trai 50 con gái; Trưng Vương (40-43), tuy triều đại này chỉ tồn tại 3 năm, nhưng đã chứng tỏ được tinh thần bất khuất của người phụ nữ trong thời kỳ đầu giữ nước; Triệu Thị Trinh (225-248) cùng anh Triệu Quốc Đạt khởi nghĩa năm 248 chống quân Đông Ngô cai trị tàn ác; Thái Hậu Dương Vân Nga (942-1000) là người đàn bà quyền lực của 2 triều đại nhà Đinh và nhà Tiền Lê, bà được biết đến với vai trò là vợ của 2 vua; Nguyên phi Ỷ Lan (tên thật là Lê Thị Ỷ Lan) triều Lý, bà xuất thân từ gia đình nông dân nhưng sau trở thành Hoàng thái hậu; Công chúa Huyền Trân (cuối thế kỷ 13, đầu thế kỷ 14) là con gái vua Trần Nhân Tông, bà được gả cho vua Chiêm Thành (Champa) để đổi lấy hai châu Ô và Lý cho nước Đại Việt; Công chúa An Tư (thời vua Trần Nhân Tông), là con gái út vua Trần Thánh Tông, bị gả cho Thoát Hoan nhằm trì hoãn cuộc xâm lăng của quân giặc, chờ thời cơ đánh thắng giặc; Công chúa Ngọc Hân (1770-1799) là con vua Lê Hiển Tông, bà có tài văn học nên được Hoàng Đế Quang Trung Nguyễn Huệ phong làm Bắc cung Hoàng Hậu; Công chúa Ngọc Vạn (thế kỷ 17) giữ những chức vụ quan trọng trong triều Chân Lạp, bà đã có công mở đường cho người Việt trong cuộc Nam tiến mở rộng giang sơn; Bùi Thị Xuân (?-1802) là tướng tài giỏi của nhà Tây Sơn, vợ của danh tướng Trần Quang Diệu...
Phụ nữ là nhà văn, nhà thơ có danh phận được nhiều đời truyền tụng, như: Nữ sĩ Đoàn Thị Điểm (1705-1746) người tỉnh Bắc Ninh, hiệu là Hồng Hà nữ sĩ rất giỏi thơ văn; Nữ sĩ Hồ Xuân Hương (1780-1820) có tài thơ văn cả về chữ Nôm và chữ Hán; Bà Huyện Thanh Quan (Đầu thế kỷ 19) tên thật là Nguyễn Thị Hinh, bà được mời làm Cung Trung giáo tập, dạy cung phi và công chúa trong cung; Thái Hậu Từ Dũ (1810-1902) người tỉnh Gia Định, hiệu Từ Dũ Bát Huệ Thái hoàng Thái hậu, là quý phi của vua Thiệu Trị, sinh ra vua Tự Đức nên trở thành Thái Hậu.
Ngoài ra có những phụ nữ không có quyền cao chức trách trong xã hội ,họ chỉ  là những con người rắt đỗi bình thường  , lam lũ với cuộc sống,quanh năm "bán mặt cho đất bán lưng cho trời " với những số phận và tâm tư hạn hẹp nhưng được lịch sử trân trọng lưu lại với nhiều hình ảnh và  từ những thời buổi đang còn Nho giáo độc tôn.

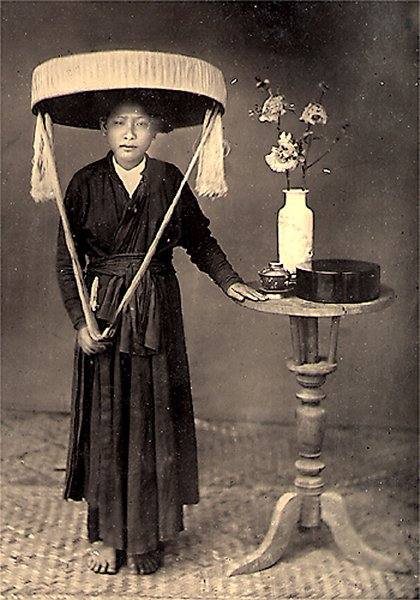
Phụ nữ Việt Nam thời xưa.

Hình ảnh phụ nữ thông qua văn thơ, ca dao, tục ngữ truyền tụng trong dân gian: "Thân cò lặn lội bờ ao - Gánh gạo nuôi chồng tiếng khóc nỉ non". Phần nào minh chứng người phụ nữ xưa thường bị gạt ra lề cuộc sống thiết yếu nhưng chặt đầy tính gia phong cổ hủ. Bị dồn nén vào khuôn khổ chật hẹp của đời sống gia đình: "Tại gia tòng phụ, xuất giá tòng phu, phu tử tòng tử" (Ở nhà theo cha. Lấy chồng theo chồng, chồng chết theo con trai). Khi lấy chồng, người con gái phải học hành để gánh vác nhiều công việc chính trong gia đình. Họ học không phải  để thi cử, tiến thân, mà để chuẩn bị cho cuộc sống vất vả ,cật lực lo cho bên nhà chồng. Người xưa quan niệm, hôn nhân đối với người phụ nữ là do gia đình sắp đặt , may mắn thì gặp được người chồng tử tế, giỏi giang, lỡ lấy phải người chồng vũ phu hoặc nghèo khó thì phải gắng chịu trong hoàn cảnh ấy . Người phụ nữ làm dâu có trách nhiệm quán xuyến mọi việc gia đình, theo thời gian đã có được ý chí và nghị lực can trường, tuy nhiên thực tế cuộc sống vẫn đẩy họ đến cảnh cam chịu, gần như suốt cả cuộc đời phải gánh chịu những hậu quả không ra gì  cả về  thể xác lẫn tinh thần.
Với quan niệm "Tài trai lấy năm lấy bảy, gái chính chuyên chỉ có một chồng", người phụ nữ là nạn nhân của chế độ đa thê (bất kể là vợ cả hay vợ lẽ), luôn chìm đắm trong những mối mâu thuẫn, bất hòa, khổ đau. Khi người chồng chết người phụ nữ cũng mất quyền thừa kế tài sản và phải phục tòng người con trai của họ.
Phần lớn phụ nữ Việt Nam thời xưa không được coi trọng, không có được những địa vị xứng đáng trong gia đình, xã hội, phải chịu nhiều sự áp đặt, bất công, tư tưởng trọng nam khinh nữ (Nam trọng nữ khinh, nam ngoại nữ nội). Người phụ nữ không có được cơ hội phát triển ngang tầm với phát triển của xã hội,họ chỉ  là hình bóng sau lưng người chồng trong các gia đình nhưng vẫn được xem là tác nhân trong sự thành công của người chồng.

### Phụ nữ Việt Nam thời chiến tranh

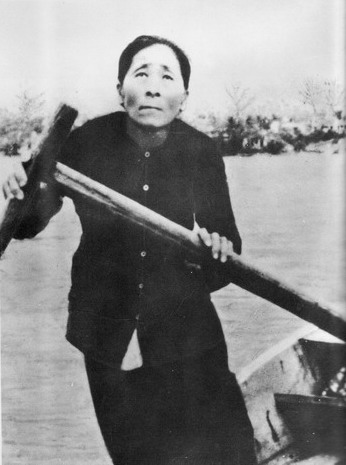
Hình ảnh Mẹ Suốt - người đã lái đò chở bộ đội, thương binh, đạn dược qua sông Nhật Lệ trong những năm 1964 - 1967 là tiêu biểu của hình ảnh Người Phụ nữ Việt Nam bất khuất, trung hậu trong chiến tranh

Tính đề cao đối với người phụ nữ Việt Nam từ xưa vẫn là tinh thần làm việc,trách nhiệm cao  và đấu tranh có lịch sử hàng nghìn năm. Phụ nữ Việt Nam cống hiến rất nhiều cho mọi mặt của  nền độc lập, thống nhất dân tộc  được như bây giờ. Từ các cuộc chiến tranh đó đã sản sinh ra những phụ nữ đảm đang, bất khuất, để lại danh tiếng cho các đời sau như Nguyễn Thị Minh Khai, Võ Thị Sáu, Hoàng Ngân, Mạc Thị Bưởi, Nguyễn Thị Chiên, Nguyễn Thị Lét, Tạ Thị Kiều, Kan Lịch, Lê Thị Hồng Gấm, Nguyễn Thị Định, Nguyễn Thị Bình, Nhất Chi Mai, Nguyễn Thị Út (Út Tịch). Với sự mở đầu trang sử là cuộc chiến chống quân xâm lăng của Hai Bà Trưng bằng lời thề xuất quân, "Một xin rửa sạch nước thù, Hai xin dựng lại nghiệp xưa họ Hùng, Ba kẻo oan ức lòng chồng, Bốn xin vẹn vẹn sở công lênh này". Chỉ vài thế kỷ sau người thiếu nữ Triệu Thị Trinh đã tự khẳng định là một nhi nữ hào kiệt, "Tôi muốn cưỡi cơn gió mạnh, đạp làn sóng dữ, chém cá kình ngoài biển Đông."
Các cuộc chiến tranh sau này xuất hiện nhiều phụ nữ tiêu biểu trong khó khăn gian khổ,dù có trong hoàn cảnh khó khăn đến đâu thì tinh thần yêu nước và ý chí trách nhiệm đấu tranh giành độc lập tự do cho dân tộc của họ vẫn luôn rực cháy mãi. Họ là những con người gan dạ,không ngại hiểm nguy , không quản ngày đêm và bom đạn, vừa lao động sản xuất, vừa sẵn sàng cho chiến tranh. Tinh thần của họ là "Ruộng rẫy như chiến trường, cuốc cày như vũ khí", gồm có hàng vạn nữ nông dân và công nhân "tay cày, tay súng", "tay búa, tay súng" làm nên một hậu phương vững chắc, trên ruộng đồng, công trường, nhà máy, xí nghiệp, hầm mỏ...
Người phụ nữ bước ra từ các cuộc chiến tranh giải phóng của dân tộc, được nhân dân và nhà nước Việt Nam tôn vinh là những nữ anh hùng và những bà mẹ Việt Nam anh hùng, được Chủ tịch Hồ Chí Minh trao tặng 8 chữ vàng "Anh hùng, bất khuất, trung hậu, đảm đang".

### Phụ nữ Việt Nam thời nay
Ngày nay tuy chưa phải đã hết những định kiến, nghi ngại, thậm chí là kỳ thị, nhưng xét toàn diện, thì người quan sát trong và ngoài Việt Nam đều có sự thống nhất nhận xét về phụ nữ Việt Nam, cả về số lượng và chất lượng đóng góp đã gìn giữ và phát huy được vai trò đối với thực tiễn phát triển xã hội trên mọi lĩnh vực thiết yếu.

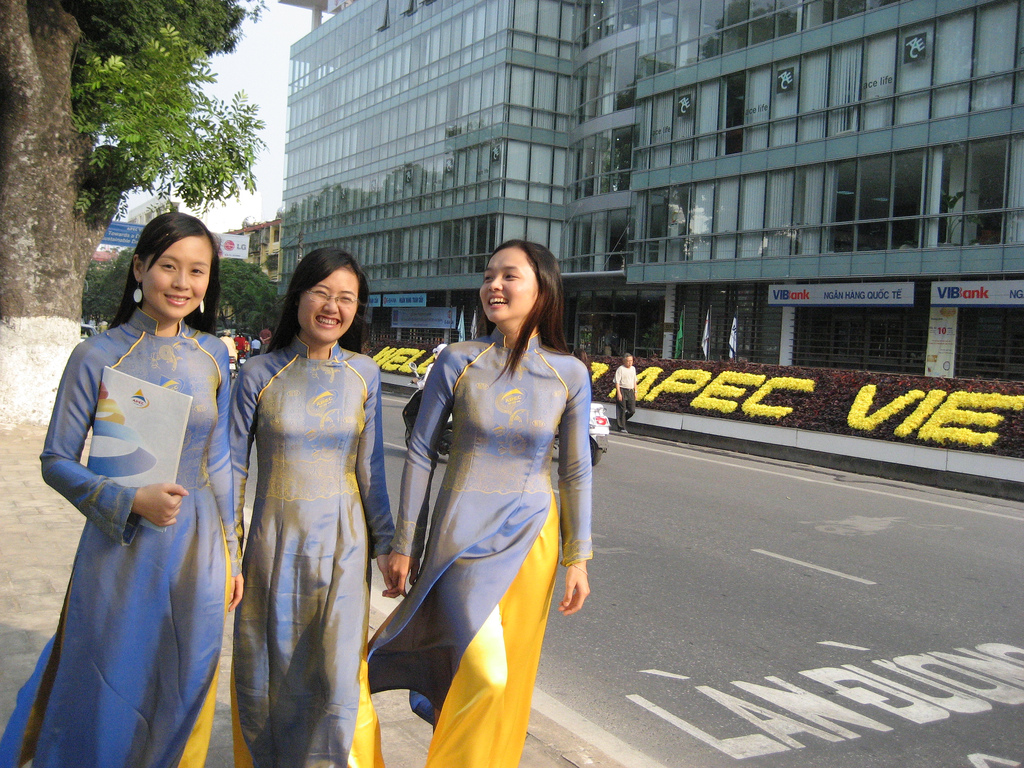
Phụ nữ Việt Nam thế kỉ 21 (APEC 2006)

Từ phải đảm đương vai trò "đối nội" trong khuôn khổ gia đình, phụ nữ ngày nay còn tài cán với các trọng trách "đối ngoại". Là một sự nghiệp không còn chỉ dành cho nam giới. Họ phải khẳng định giá trị, khả năng bằng sự nghiệp và tính vươn lên của bản thân. Khát vọng với sự nghiệp không đơn giản chỉ như thoát khỏi vòng cương tỏa từ khuôn khổ gia đình. Hơn thế nữa họ khẳng định vị thế như là những người đứng đầu tập đoàn, công ty doanh nghiệp, thậm chí là những lãnh đạo trong các tổ chức của chính phủ.
Những thành tích của họ được xã hội ghi nhận và đánh giá cao trong các lĩnh vực khoa học, công nghệ và giáo dục. Không ít nữ học sinh, sinh viên đạt giải cao trong các kỳ thi cấp quốc gia và quốc tế. Tầng lớp nữ trí thức có những công trình khoa học giá trị, mang lại hiệu quả kinh tế cao: Số nữ Giáo sư chiếm tỷ lệ 3,5%; Phó giáo sư 5,9%; Tiến sĩ 12,6%; Tiến sĩ khoa học 5,1%; 19 nữ Anh hùng Lao động, và nhiều Giải thưởng Kovalépscaia, Nghệ sĩ Nhân dân, Nghệ sĩ ưu tú. Tỷ lệ nữ là đại biểu Quốc hội tăng qua các thời kỳ bầu cử (khóa I (1946- 1960) là 3%, đến khóa XII (2007 – 2012) tăng lên là 25,76%). Ngành Giáo dục và Đào tạo từng có nữ bộ trưởng, và đương nhiệm thứ trưởng, và nhiều phụ nữ làm cán bộ quản lý các cấp Vụ, Viện, Sở, Phòng, Ban, các trường và các đơn vị giáo dục: Có 11 nữ nhà giáo được phong danh hiệu Nhà giáo nhân dân, 1.011 nữ nhà giáo được phong danh hiệu Nhà giáo Ưu tú...
Người phụ nữ Việt Nam tham gia vào nhiều lĩnh vực khác nhau và có ảnh hưởng không nhỏ đối với giá trị và lợi ích của toàn xã hội. Được thể hiện thông qua các môi trường kinh tế, chính trị, văn hoá, nghệ thuật...

## Phụ nữ phong kiến nổi tiếng
- Nữ vương: Trưng Trắc
- Anh hùng dân tộc: Trưng Nhị, Triệu Thị Trinh
- Hoàng hậu: Dương Vân Nga, Linh Nhân Hoàng Hậu Ỷ Lan, Linh Từ Quốc Mẫu Trần Thị Dung
- Cung phi: Bà chúa Chè Đặng Thị Huệ
- Nữ tướng: Lê Chân, Bát Nàn Công Chúa, Bùi Thị Xuân
- Nữ quan: Bà Huyện Thanh Quan

## Chính trị gia hiện đại
- Chủ tịch Quốc hội: Ủy viên Bộ Chính trị Nguyễn Thị Kim Ngân
- Quyền Chủ tịch nước: Đặng Thị Ngọc Thịnh, Võ Thị Ánh Xuân
- Ủy biên Bộ Chính trị: Nguyễn Thị Xuân Mỹ, Tòng Thị Phóng, Trương Thị Mai
- Bí thư Trung ương Đảng: Hà Thị Khiết, Bùi Thị Minh Hoài
- Phó Chủ tịch nước: Nguyễn Thị Định, Nguyễn Thị Bình, Trương Mỹ Hoa, Nguyễn Thị Doan

- Phó Chủ tịch Quốc hội: Nguyễn Thị Thập, Nguyễn Thị Ngọc Phượng, Y Pah
- Ủy viên Trung ương Đảng, Bộ trưởng, Bí Thư Tỉnh ủy và tương đương: Lê Thị Xuyến, Hà Thị Quế, Trần Thị Trung Chiến, Phạm Thị Hải Chuyền, Nguyễn Thị Kim Tiến, Nguyễn Thị Hằng, Lê Thị Thu Ba, Lê Thị Nga, Nguyễn Thị Hồng, Phạm Thị Thanh Trà, Nguyễn Thúy Anh, Nguyễn Thanh Hải, Bùi Thị Quỳnh Vân, Lê Thị Thủy, Nguyễn Thị Thu Hà, Nguyễn Thị Thu Hà, Giàng Páo Mỷ, Hà Thị Nga, Hoàng Thị Thúy Lan, Lâm Thị Phương Thanh, Nguyễn Thị Thanh, Lò Mai Trinh, Ngô Thị Thanh Hằng, Nguyễn Thị Tuyến, Nguyễn Thị Nương, Ngô Thị Doãn Thanh

- Chủ tịch UBND tỉnh: Nguyễn Thị Thu Thủy, Trần Tuệ Hiền, Nguyễn Hương Giang
- Chủ tịch HĐND tỉnh: Huỳnh Thị Hằng, Hồ Thị Hoàng Yến, Lê Thị Ái Nam, Hồ Thị Cẩm Đào, Đặng Tuyết Em

## Văn hóa truyền thống

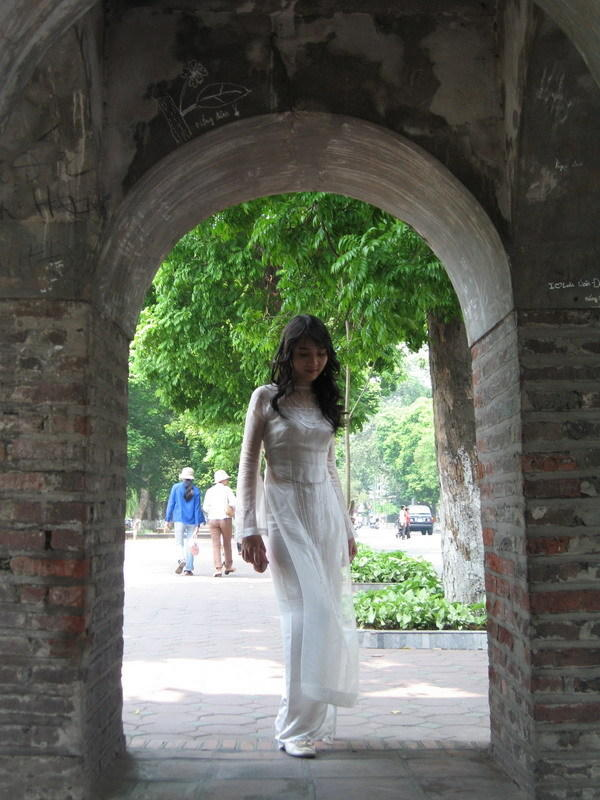
Áo dài truyền thống.

Mặc dù bị ảnh hưởng không ít từ các nền văn hóa ngoại quốc trong suốt hàng nghìn năm bị đô hộ, phụ nữ Việt Nam vẫn giữ gìn được nét đẹp vốn rất riêng cho họ khi hiếm quốc gia nào có được. Xã hội càng ngày phát triển, con người càng văn minh nhưng những đức tính truyền thống của người phụ nữ từ nông thôn đến thành thị vẫn nguyên giá trị, đó chính là những vẻ đẹp trong gia đình, xã hội; vẻ đẹp người làm vợ, làm mẹ; vẻ đẹp nữ doanh nhân, ca sĩ, thi sĩ, diễn viên, hoa hậu, tri thức; vẻ đẹp ý nhị, lịch sự...
Những nét đẹp hiện đại kết hợp nhuần nhuyễn với những đức tính truyền thống tạo nên dáng vẻ và tính cách mang ý nghĩa với bản chất thuần Việt, tiêu biểu cho các tầng lớp phụ nữ Á Đông.
Tuy không thể đua với nam giới về sức vóc, tài trí, hay việc tranh đoạt trong thiên hạ nhưng vẫn nhiều công việc gia đình và xã hội cần đến người phụ nữ. Lịch sử Việt Nam đã từng ghi nhận những hình ảnh thường ngày về người phụ nữ cổ truyền. "Sớm ra ruộng lúa, tối về nương dâu", người phụ nữ ngày xưa tầm tơ canh cửi là chủ nhân của những bánh xe quay sợi bằng đất nung từ thời Lý. Họ lập được những kỷ lục về trồng dâu nuôi tằm với một năm tám lứa. Tơ lụa, sa the, lĩnh, láng mà nước ngoài chuộng mua phần lớn đều sản xuất ra từ những bàn tay khéo léo của họ. Hình ảnh người phụ nữ "bán mặt cho đất, bán lưng cho trời", tần tảo làm lụng rất phổ biến ở các vùng làng quê Việt Nam là lực lượng lao động chính trong các mùa vụ sản xuất lương thực. Công việc của họ là làm đồng, làm gốm, chèo truyền, bán hàng, bật bông kéo sợi, dệt vải, may vá quần áo, ngoài ra họ còn là những nghệ sĩ sáng tác và hát dân ca, múa dân tộc...

### Tứ đức
Trở lại với sự khâm phục và ngưỡng mộ của toàn xã hội, người phụ nữ Việt Nam không bỏ quên những đức tính tốt đẹp sinh thành từ một dân tộc có cội nguồn Mẹ Âu Cơ, Tứ đức của họ được ví như "khuôn vàng thước ngọc". Theo quan niệm từ thuyết Khổng Tử thì Tứ đức phụ nữ là Công, Dung, Ngôn, Hạnh:
- Công: là nữ công gia chánh, đề cao sự khéo léo và chu đáo của người phụ nữ đối với các công việc nội trợ trong gia đình.
- Dung: là dung nhan, đề cao cái đẹp tâm hồn và hình thức bên ngoài (biểu hiện sự tươi tắn, không ủ dột trên nét mặt, chăm chút cho mái tóc, hàm răng và trang phục).
- Ngôn: là lời nói, nhưng không bao giờ chỉ đơn thuần là lời nói, đề cao cả trí tuệ và tâm hồn người nói (biết cân nhắc lời ăn tiếng nói, không quá lời lúc nóng giận, không ba hoa khi hứng chí, giả dối khi giao tiếp).
- Hạnh: là hạnh kiểm, đức hạnh (mực thước, nghiêm trang trong dáng đứng, bước đi; thủy chung, yêu chồng, thương con; giàu lòng nhân ái, hy sinh vì người khác).

Người phụ nữ ngày nay là những công dân bình đẳng trong cộng đồng xã hội đó. Sống có trách nhiệm với cộng đồng, có hoài bão và nỗ lực trong công việc, đã thể hiện phẩm chất đạo đức của chữ Hạnh. Trong mỗi giai đoạn lịch sử, thước đo về chuẩn mực đạo đức đã có sự đổi khác, khi xét Tứ đức người phụ nữ cần có sự hiểu biết nhất định về hoàn cảnh lịch sử trong các giai đoạn để có ứng xử phù hợp, sự kế thừa và phát triển thêm những giá trị đạo đức ở người phụ nữ trong cuộc sống ngày nay cho phù hợp với thời đại, cũng là vấn đề mà xã hội đang quan tâm.

### Tín ngưỡng

#### Thờ cha mẹ
Theo phong tục, tập quán và tín ngưỡng của người Việt Nam, nhất là tín ngưỡng thờ cúng tổ tiên thường có sự so sánh, phân biệt giữa nam giới với phụ nữ. Ngoài việc người đàn ông có trách nhiệm thờ cúng cha mẹ, tổ tiên thì người phụ nữ lấy chồng phải hoàn toàn theo chồng, phải có trách nhiệm thờ phụng tổ tiên nhà chồng. Họ không được thờ phụng cha mẹ đẻ tại nhà mình kể cả khi không có anh em trai, khi đó phải nhờ một người đàn ông khác, có thể là em hoặc cháu trong họ nội thờ cúng hộ. Tập tục xấu này thường tạo ra tiêu cực trong đời sống văn hoá người phụ nữ. Muốn có được người thừa tự, nhiều gia đình chỉ có con gái đã nhận thêm con nuôi là trai. Người chồng cho vợ đi "xin" hoặc người vợ cho chồng đi "ở" với người phụ nữ khác để có con trai. Họ có tâm niệm "bế con chồng hơn bồng cháu ngoại" và không băn khoăn nhiều đến việc để lại hậu duệ, miễn là phải có người "hương khói" về sau.

#### Lễ chùa, đình và đền

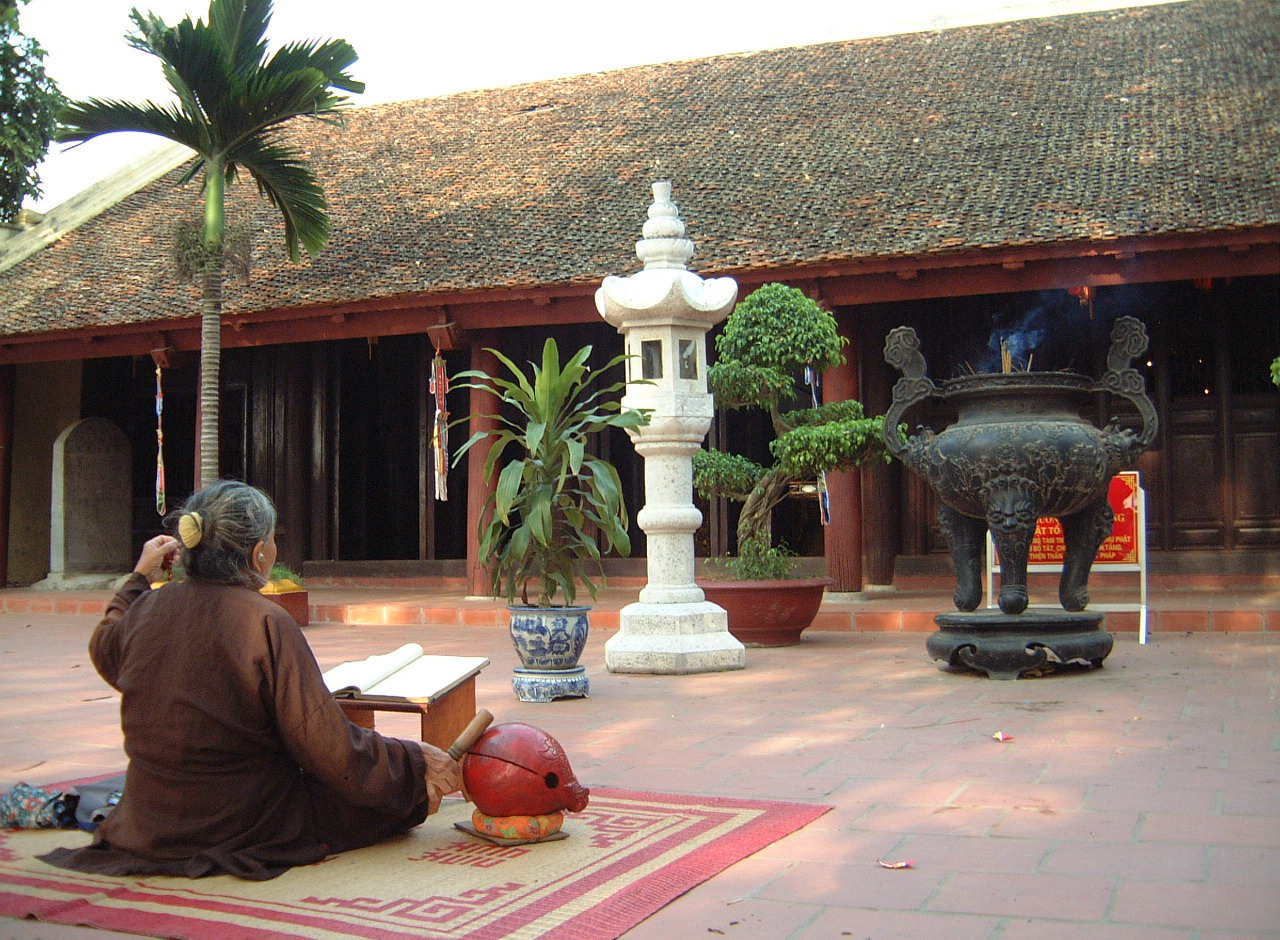
Người phụ nữ đang hành lễ ở Chùa Trấn Quốc, Tây Hồ, Hà Nội.

Phật giáo (Tiểu thừa) được du nhập trực tiếp từ Ấn Độ qua đường biển vào Việt Nam khoảng thế kỉ 2 sau Công nguyên. Phật giáo Việt Nam không hẳn xuất thế mà thường nhập thế, gắn với phù chú, cầu xin tài lộc, phúc thọ hơn là tu hành thoát tục. Người phụ nữ đi chùa lễ Phật để cầu an, cầu sự may mắn cho bản thân và người thân trong gia đình. Theo quan niệm cũ thì bản chất phụ nữ là chân yếu, tay mềm, cần có sự che chở, giải thoát những bất công, nỗi khổ đau phát sinh từ cuộc sống. Ngoài nhờ cậy từ các yếu tố con người và xã hội giải quyết giúp đỡ thì họ thường tìm đến để cầu nguyện dưới các tượng Phật, các Thần và Tiên ở Chùa, Đền, miếu, phủ... Điều khác biệt trong nghệ thuật Phật giáo Việt Nam là từ các pho tượng như tượng Bà Man Nương, tượng Bà Trắng, Bà Đỏ đến tượng Kim đồng - Ngọc Nữ... đều mang dáng dấp và vẻ đẹp người phụ nữ, bên trong đó quy tụ nhiều nét nghệ thuật thế tục.
Đạo Mẫu là một tín ngưỡng dân gian Việt Nam thờ các nữ thần (còn gọi là các Thánh Mẫu), các Thánh Mẫu có sự gắn bó với cuộc sống trần tục, gần gũi với dân gian. Tín ngưỡng này có từ lâu đời, hiện thân của nó là các hiện tượng tự nhiên mây, mưa, sấm, chớp. Khi trách nhiệm người đàn ông là công việc săn bắn, giữ đất, giữ làng thì công việc nông nghiệp do người phụ nữ hoàn toàn đảm nhiệm. Từ hình ảnh người phụ nữ cụ thể được dân gian nhân hoá thành một bà Mẫu cao cả tâm linh và quyền năng. Qua đó, Mẫu còn được hiểu như là đất, nước, cây lúa, là mọi thứ làm ra sự sống cho con người. Thờ các Thánh Mẫu được xem như một chỗ dựa tinh thần của người phụ nữ, thường mang đậm màu sắc tín ngưỡng của các vùng thuần nông nghiệp. Các đền đài, miếu, phủ thờ tập trung chủ yếu ở các vùng đồng bằng và trung du như Phủ Giầy (Nam Định), Phủ Tây Hồ (Hà Nội), Đền Suối Mỡ (Bắc Giang), Chùa Bà Đức Sanh (Bình Thuận)...

### Cưới hỏi
Trước đây người Việt gọi là lễ rước dâu, ngày nay trong ngôn từ của đời sống thường ngày được gọi là lễ cưới. Theo nghi thức truyền thống thì người phụ nữ được hưởng những quyền lợi đầu tiên khi bước chân đến nhà chồng, đồng thời xem đó như sự ràng buộc và tính pháp lý để người chồng phải có trách nhiệm với người vợ trong cuộc sống tiếp theo của hai người. Nghi lễ cưới hỏi thường tuân theo các trình tự như sau:
- Chạm ngõ: là nghi thức gặp gỡ hai bên gia đình để biết nhau một cách công khai, chính thức;
- Lễ ăn hỏi: nhà trai mang lễ vật sang nhà gái hỏi vợ, được đựng trong các tráp phủ vải điều màu đỏ gồm trầu, cau, rượu, chè, bánh cốm, bánh xu xê, mứt sen, xôi, thủ lợn, lợn sữa quay.
- Lễ đính hôn: hay lễ cầu hôn, đối với phong tục phương Tây là lễ trao nhẫn đính hôn.
- Lễ vấn danh: xem tuổi xung, hợp theo tín ngưỡng của đôi trai gái để chọn ngày giờ tốt cho các nghi thức trong lễ.
- Lễ nạp tài: nhà trai mang sính lễ sang nhà gái, là trầu cau, gạo nếp, thịt lợn, quần áo và đồ trang sức cho cô dâu. Nhà gái sẽ sử dụng một phần vào lễ ăn hỏi và một phần vào trong lễ cưới.
- Lễ xin dâu: vào trước giờ đón dâu, mẹ chú rể hoặc một hai bà cô, bà dì sang nhà gái xin đón dâu.
- Đón dâu: đoàn nhà trai sang nhà gái đón dâu về.
- Lễ vu quy: tổ chức tại nhà gái để tiễn cô dâu đi lấy chồng.
- Lễ thành hôn: được tổ chức chính thức bên nhà trai.
- Lễ tơ hồng: lễ khấn ông Tơ bà Nguyệt và cao đường (cha mẹ), diễn ra tại nhà trai, chỉ gồm những người thân thích.
- Lễ hợp cẩn: là buổi lễ kết thúc đám cưới, trước giường có bàn bày rượu và một đĩa bánh phu thê (xu xê). Một cụ già đứng lên rót rượu vào chén đưa đôi vợ chồng cùng uống cạn chén, cùng ăn hết cái bánh. Sau đó mọi người ra ngoài hết trừ lại hai vợ chồng mới cưới.
- Lễ báo hỉ: là tiệc mặn hoặc ngọt tổ chức sau nghi lễ cưới chính thức tại quê quán của cô dâu hoặc chú rể.
- Lễ lại mặt: do chú rể mang về nhà gái một món đồ lễ tạ sau ngày cưới như một lời cảm ơn bên thông gia.
- Lễ cheo: lễ vật hoặc kinh phí nộp cho làng, xóm khi có người con trai mới lấy vợ, với dụng ý để xóm làng tiếp nhận thêm thành viên mới.
- Tuần trăng mật: là thời điểm nghỉ ngơi cho cặp vợ chồng trẻ sau những ngày căng thẳng khi tiến hành hôn lễ.

### Tình mẫu tử
Người phụ nữ mang nặng đẻ đau, là người chắp đôi cánh uớc mơ, là nguồn ánh sáng dẫn đường cho người con để bay đến chân trời hi vọng. Với người phụ nữ, con cái là máu thịt, là điều đáng quý trong cuộc đời họ. Tình mẫu tử thiêng liêng cũng chính là cội nguồn của mọi tình cảm.
Ngày nay, công việc chăm sóc con nhỏ không còn vất vả như xưa. Tuy nhiên, người mẹ vẫn là người đóng vai trò chính trong việc hướng con cái mình đến một cuộc sống hoàn thiện cả về thể chất và tinh thần. Tình mẫu tử thiêng liêng thổi vào tâm thức người phụ nữ trong xã hội đang phát triển và hội nhập một sức sống mới mẻ, để dần có sự bứt phá về quan điểm, cách nuôi dạy con cái. Những gia đình có điều kiện kinh tế luôn có xu hướng cho con cái họ theo học trường nổi tiếng trong ngoài nước. Các gia đình vùng nông thôn, miền núi, kể cả những nơi đang phải đối mặt với nghèo khó cũng thấy được tính quan trọng việc học hành đối với tương lai con cái. Ngay cả khi lớn lên, người sát cánh cùng con cái trên con đường đời đầy gian lao và thử thách vẫn là mẹ. Họ là những mẫu người "giản dị mà sâu sắc, kín đáo mà không tĩnh lặng", được thể hiện trong các câu hát, câu thơ sâu lắng. Có câu hát: "Tình mẹ bao la như biển Thái Bình dạt dào...", tình yêu thương của người phụ nữ làm mẹ được so sánh như biển Thái Bình rộng lớn.
Đại văn hào Nga Macxim Gorki đã viết: "Đời thiếu mẹ hiền, không phụ nữ/ Anh hùng, thi sĩ, hỏi còn đâu?".
Người Việt có một ngày lễ mà giới tăng ni Phật tử thường gọi là ngày lễ Vu Lan vào ngày rằm tháng bảy (15-7) âm lịch. Đây là một đại lễ báo hiếu, là cơ hội quý báu để những người con hiếu thảo báo đáp công sinh thành của cha mẹ mình.

### Tổ chức
Hội Liên hiệp phụ nữ Việt Nam được thành lập ngày 20 tháng 10 năm 1930. Là thành viên Mặt trận Tổ quốc Việt Nam, thành viên Liên đoàn phụ nữ dân chủ Quốc tế, thành viên Liên đoàn các tổ chức phụ nữ ASEAN (Hiệp hội các quốc gia Đông Nam Á).
Hệ thống tổ chức gồm 4 cấp: 
- Cấp trung ương
- Cấp tỉnh, thành phố trực thuộc Trung ương (gọi là cấp tỉnh)
- Cấp huyện, quận, thị xã, thành phố trực thuộc tỉnh và tương đương (gọi là cấp huyện)
- Cấp xã, phường, thị trấn và tương đương (gọi là cấp xã)

Những tên gọi trong lịch sử: Hội Phụ nữ Giải phóng (1930 – 1935), Hội Phụ nữ Dân chủ (1936 – 1938); Hội Phụ nữ Phản đế (1939 – 1941); Đoàn Phụ nữ Cứu quốc (1941 – 1945).
Các ngày kỷ niệm: Ngày 20 tháng 10 và Ngày 8 tháng 3 hàng năm.
Ủy ban Quốc gia vì sự tiến bộ của Phụ nữ Việt Nam là cơ quan trực thuộc Chính phủ phối hợp hoạt động của Chính phủ giải quyết những vấn đề liên ngành liên quan đến sự tiến bộ của phụ nữ.
Việt Nam đã ký Công ước về xóa bỏ tất cả các hình thức phân biệt đối xử với phụ nữ (CEDAW) của Liên Hợp Quốc.
| “                                | "Non sông gấm vóc Việt Nam do phụ nữ ta, trẻ cũng như già, ra sức dệt thêu mà thêm tốt đẹp, rực rỡ" | ” |
| — Chủ tịch Hồ Chí Minh, 8/3/1952 | |   |

### Văn hoá nghệ thuật

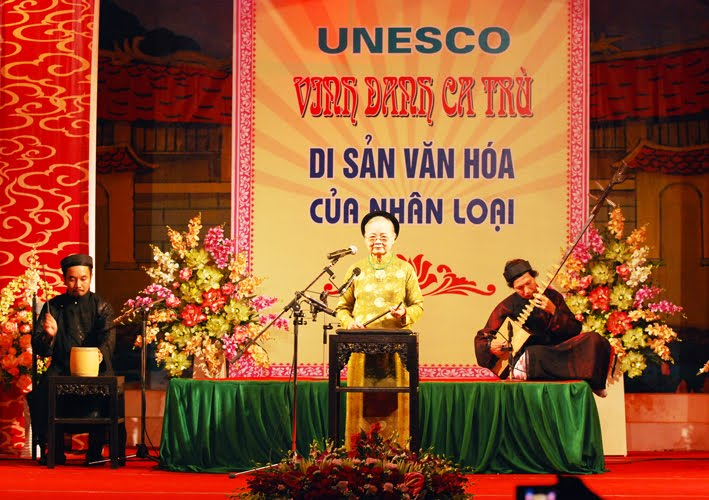
Hát ca trù Bắc Bộ.

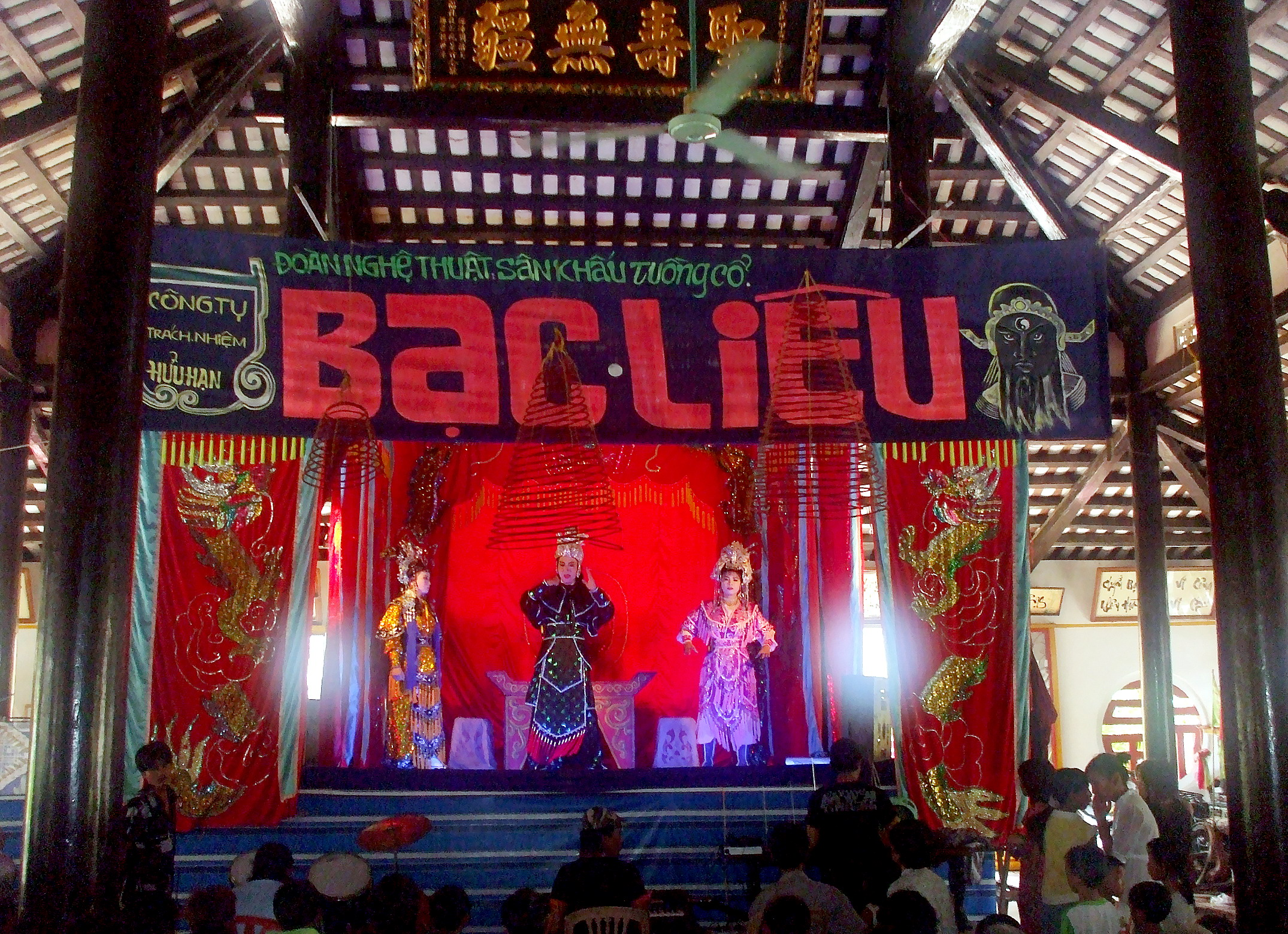
Sân khấu tuồng Nam Bộ.

Tính hoạt động nghệ thuật ở người phụ nữ Việt Nam có sự lồng ghép giữa các giai đoạn lịch sử, giữa dân tộc và thế giới mở hiện đại. Nghệ thuật có nguồn gốc từ nền văn hoá đa sắc tộc, phục vụ nhu cầu tinh thần cho chính dân tộc họ. Nghệ thuật thăng trầm cùng lịch sử vốn có nhiều giai đoạn chiến tranh và hoà bình. Người phụ nữ ở vào những hoàn cảnh xã hội nhất định đã đem đến những hiệu quả tinh thần, thông qua những hoạt động lao động nghệ thuật, bao gồm: Thể thao, Điện ảnh, ca múa nhạc, thời trang, điêu khắc, hội họa, ẩm thực, tiêu dùng, đối nhân xử thế...

### Điện ảnh và sân khấu
Người Phụ nữ Việt Nam nổi bật trong các tác phẩm điện ảnh, được thể hiện đặc sắc theo suốt 3 thời kỳ:
Thời kỳ 1959 - 1975, tuy điện ảnh Việt Nam ra đời trong chiến tranh nhưng đã phát triển được nhiều tác phẩm nổi tiếng như Chung một dòng sông, Vợ chồng A Phủ, Con chim vành khuyên, Đường về quê mẹ, Nổi gió... Và là thời kỳ đầu của cả phim truyện, phim tài liệu và phim hoạt hình của Việt Nam, với nhiều tác phẩm giành giải thưởng tại liên hoan phim quốc tế.
Thời kỳ 1976 - 1986, có nhiều biến động về kinh tế, xã hội, xuất hiện những mâu thuẫn vì tồn đọng cái cũ trong cái mới. Những tác phẩm điện ảnh ra đời nhưng đã có sự biến đổi mạnh mẽ về phong cách tiếp cận và khai thác đề tài về người phụ nữ. Được thể hiện khá rõ nét qua những bộ phim Mùa gió chướng, Chom và Sa, Hòn Đất, Đứng trước biển, Chuyến xe bão táp,...
Thời kỳ từ 1987 đến nay là thời kỳ xóa bỏ bao cấp và hội nhập quốc tế, điện ảnh đã và đang phản ánh thực tế cuộc sống người phụ nữ Việt Nam trong xã hội hiện tại. Một phần quay về với những số phận con người trong và sau chiến tranh như Anh chỉ có mình em, Bông hoa rừng Sác, Hà Nội 12 ngày đêm,... Phần khác là những người đàn bà trăn trở, vật lộn với cuộc sống mưu sinh trong phim "Giải hạn", "Hải Nguyệt"; sự sao nhãng cuộc sống bản thân, gia đình và xã hội để lao vào một kiếp đời phù du của những cô gái nhảy đáng thương trong phim Gái nhảy; là nhân vật Dần, một điển hình cho người phụ nữ chịu thương, chịu khó, đức hạnh và dịu dàng trong phim Áo lụa Hà Đông...
Bên cạnh ngành điện ảnh, phụ nữ Việt Nam còn là lực lượng diễn viên chủ lực trên các sàn diễn kịch trường, hát dân ca, hát chèo, hát bội (hát tuồng) và hát cải lương.

## Một số hình ảnh của Phụ nữ Việt Nam trong lao động sản xuất và nghệ thuật

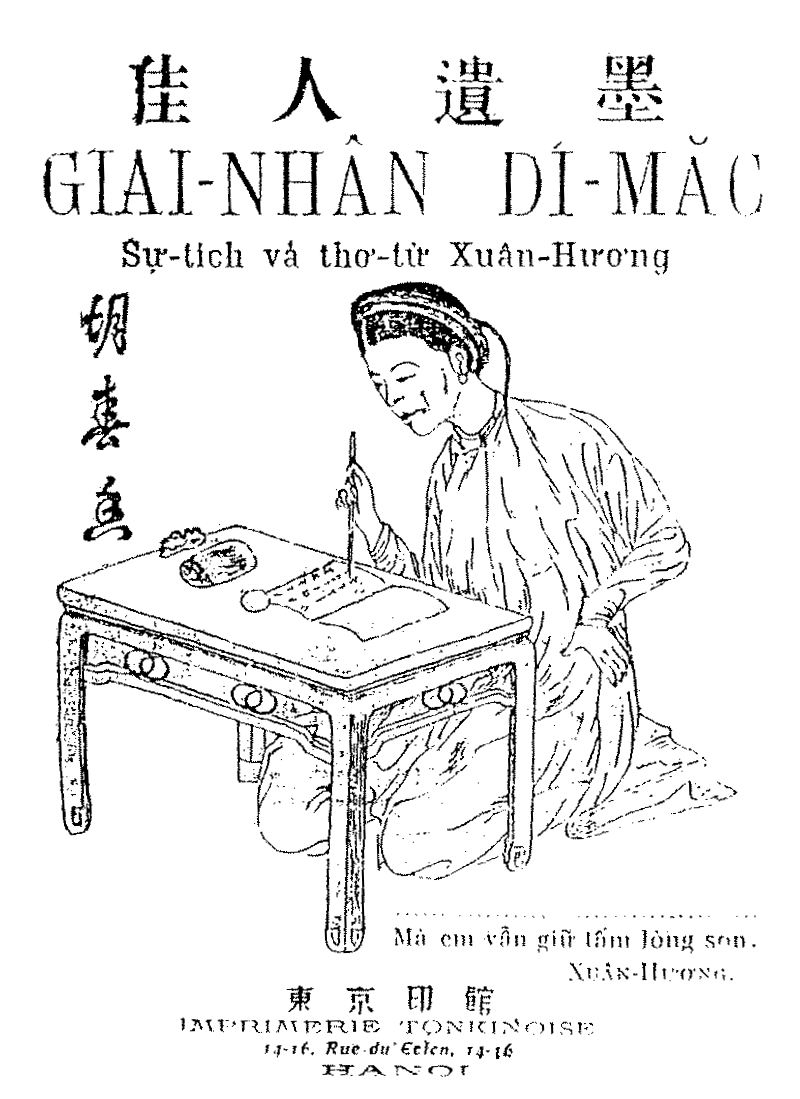
Tranh hoạ nữ thi sĩ Hồ Xuân Hương.
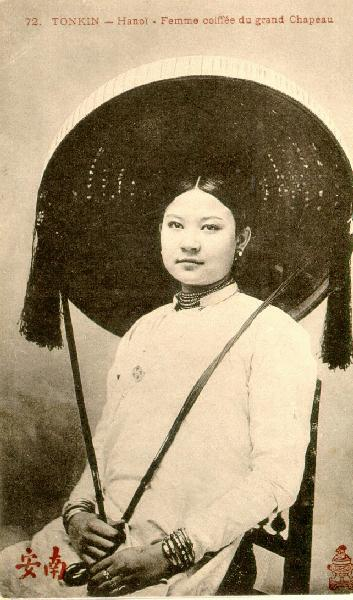
Phụ nữ thời xưa.
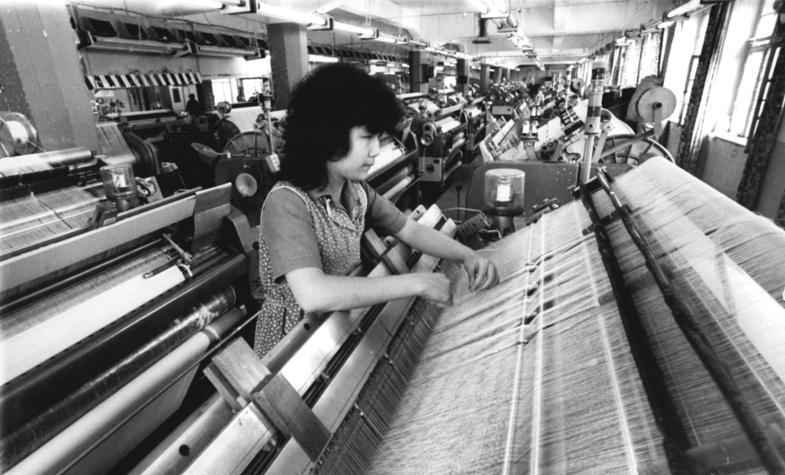
Phụ nữ trong lao động sản xuất (thời kỳ chiến tranh).
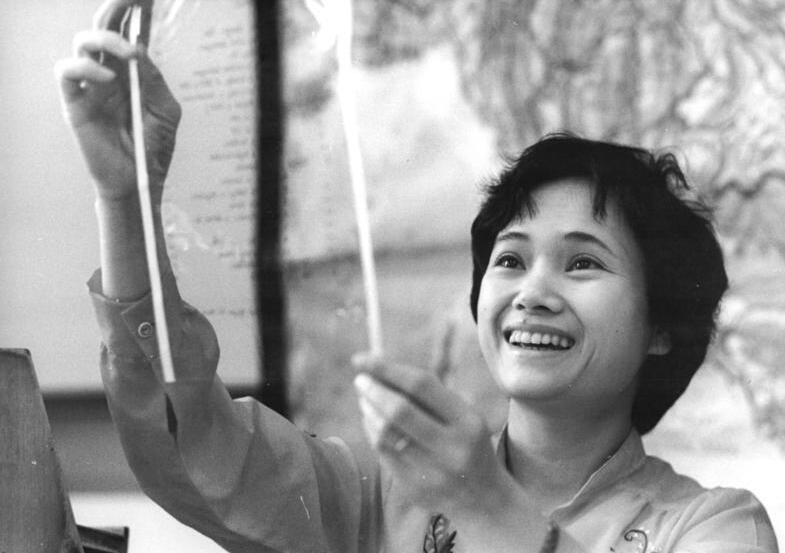
Phụ nữ trong khoa học (thời kỳ chiến tranh).
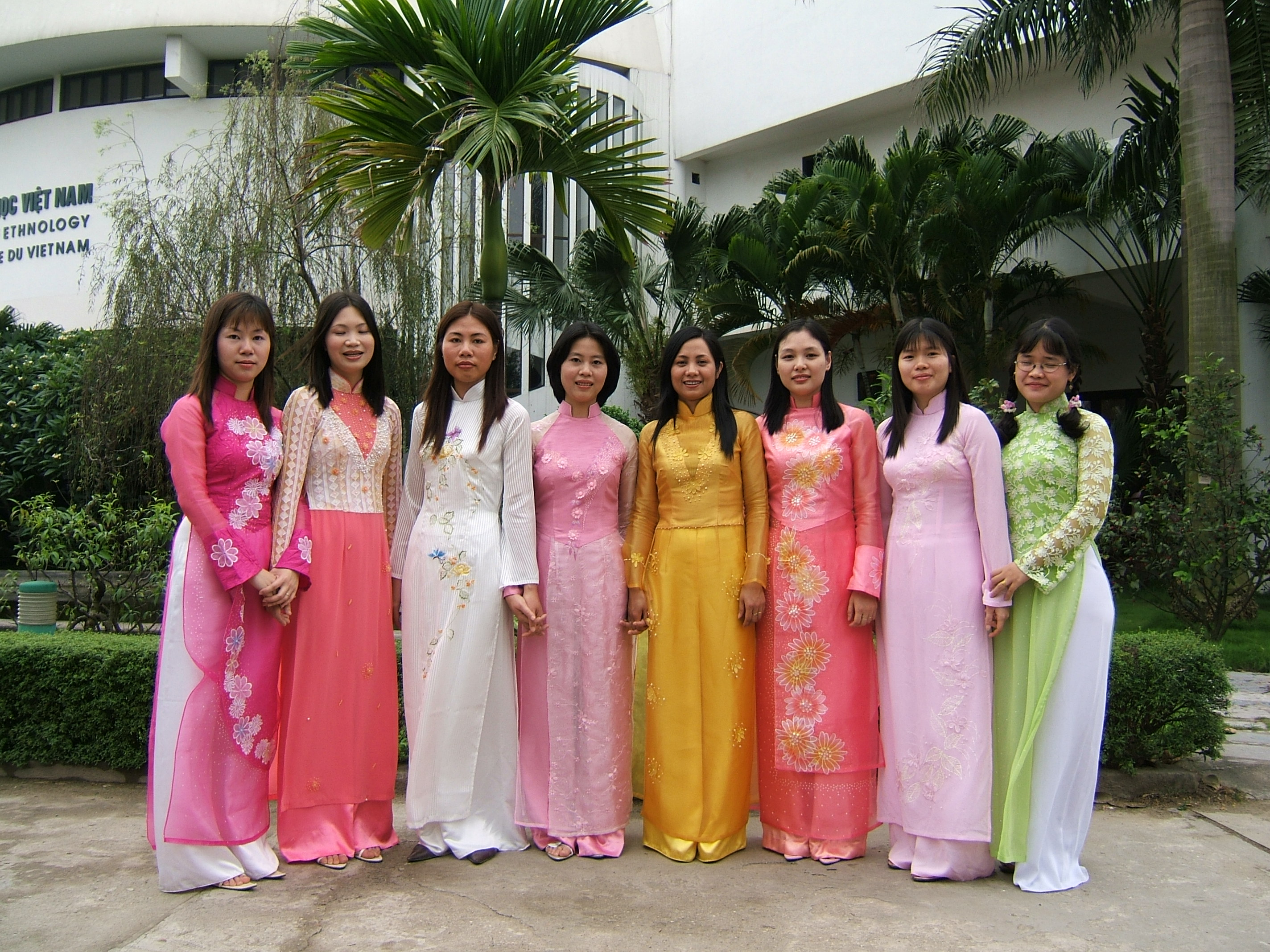
Người phụ nữ trong chiếc Áo dài truyền thống.
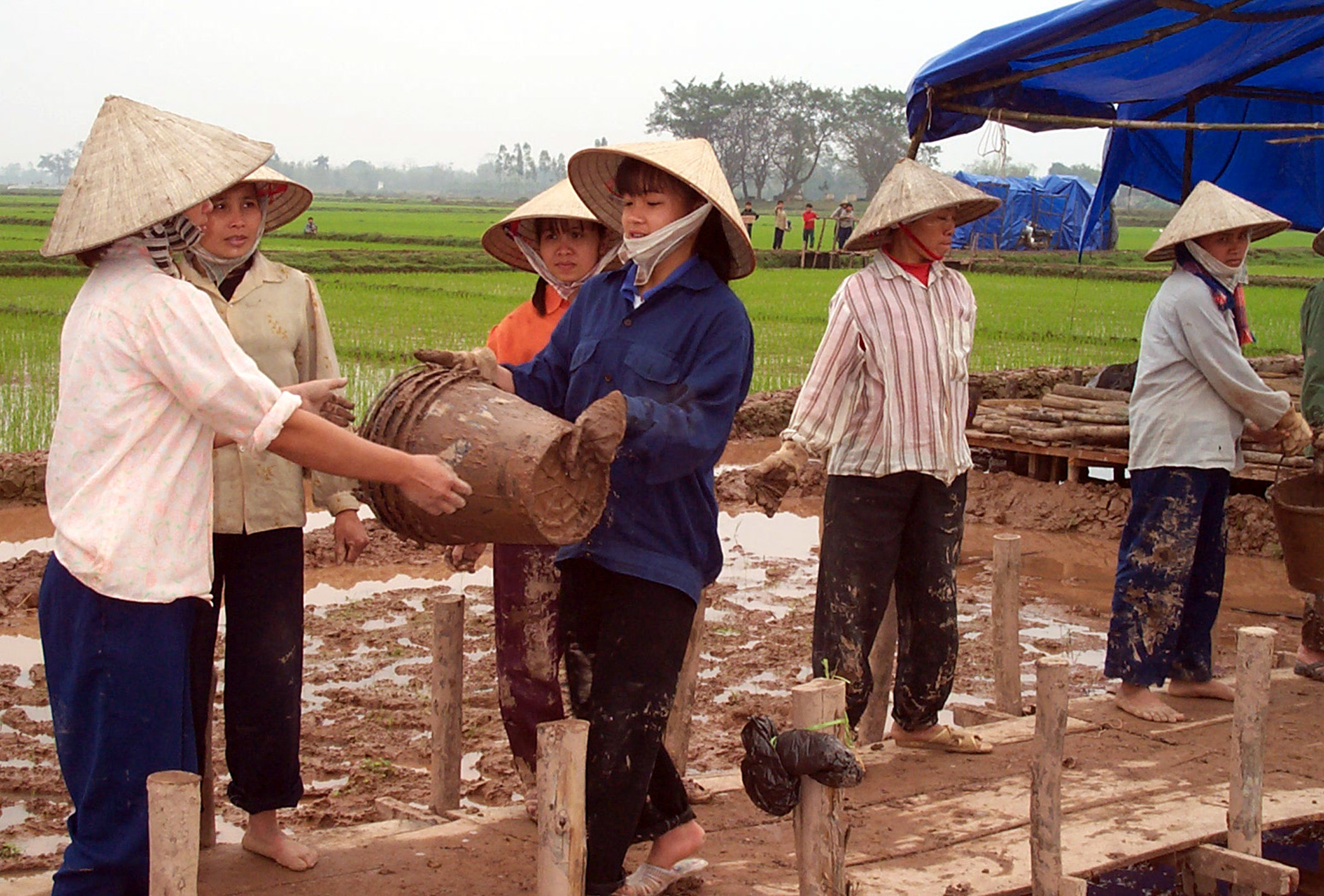
Phụ nữ trong ngành nghề lao động phổ thông.
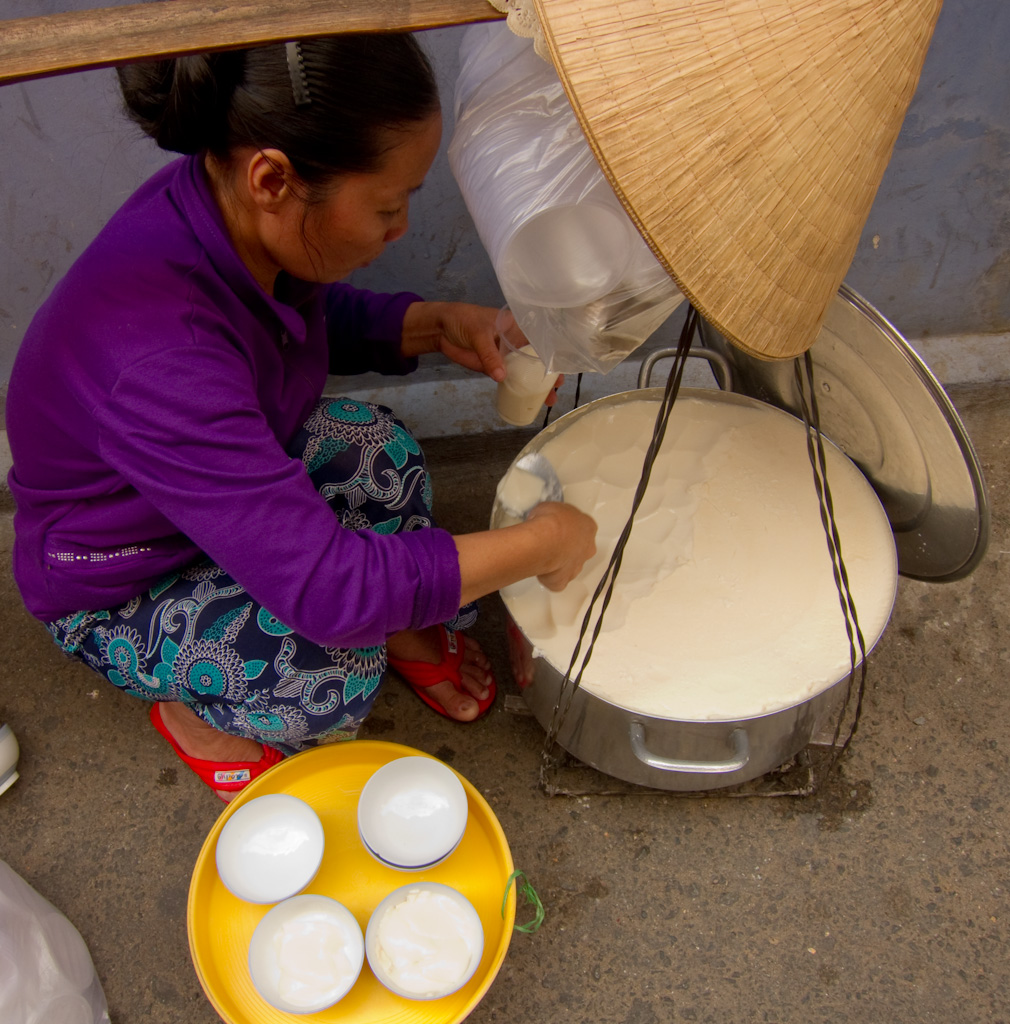
Người phụ nữ bán hàng rong.
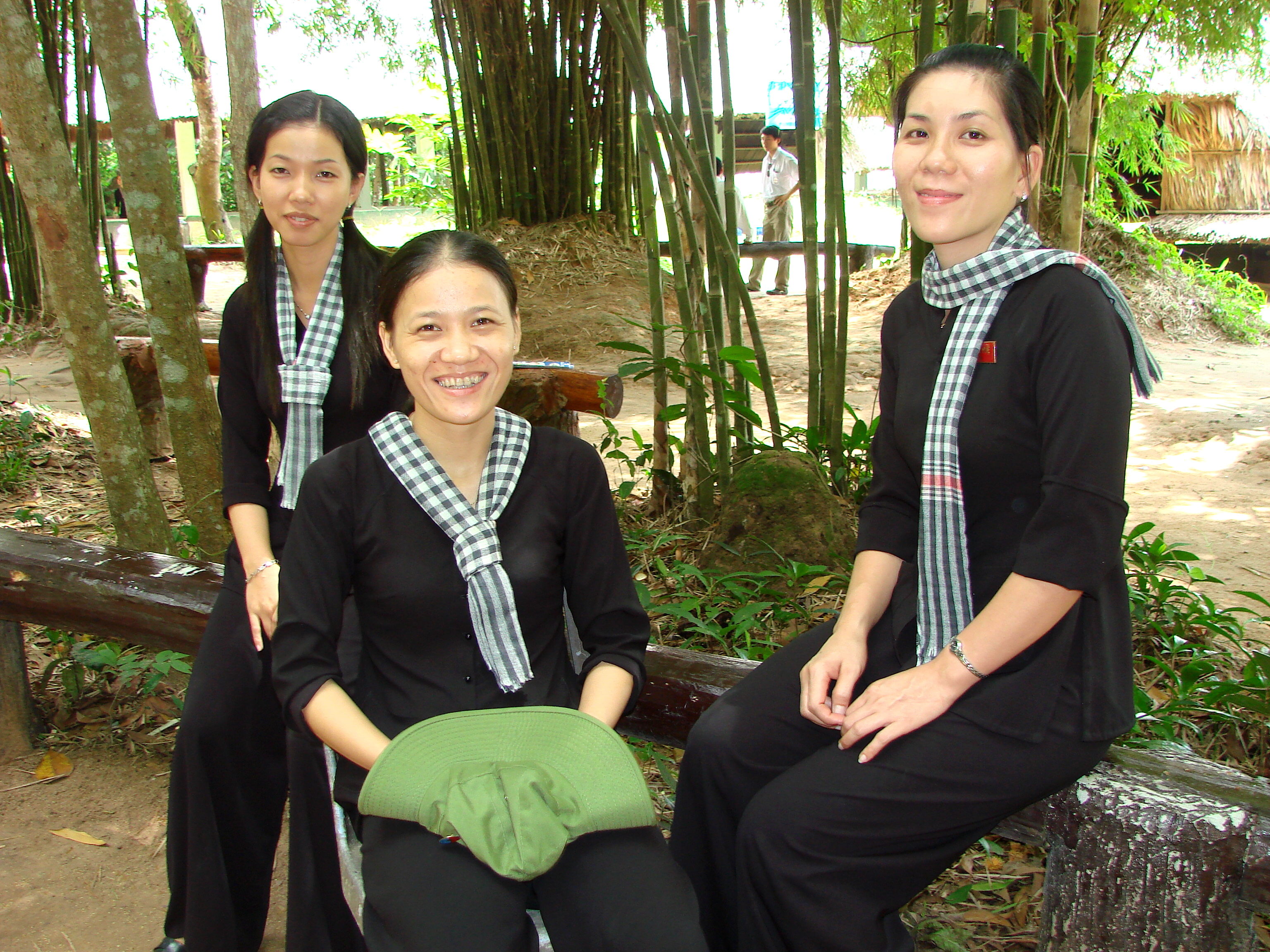
Các nữ du kích ở Địa đạo Củ Chi, Nam bộ Việt Nam.
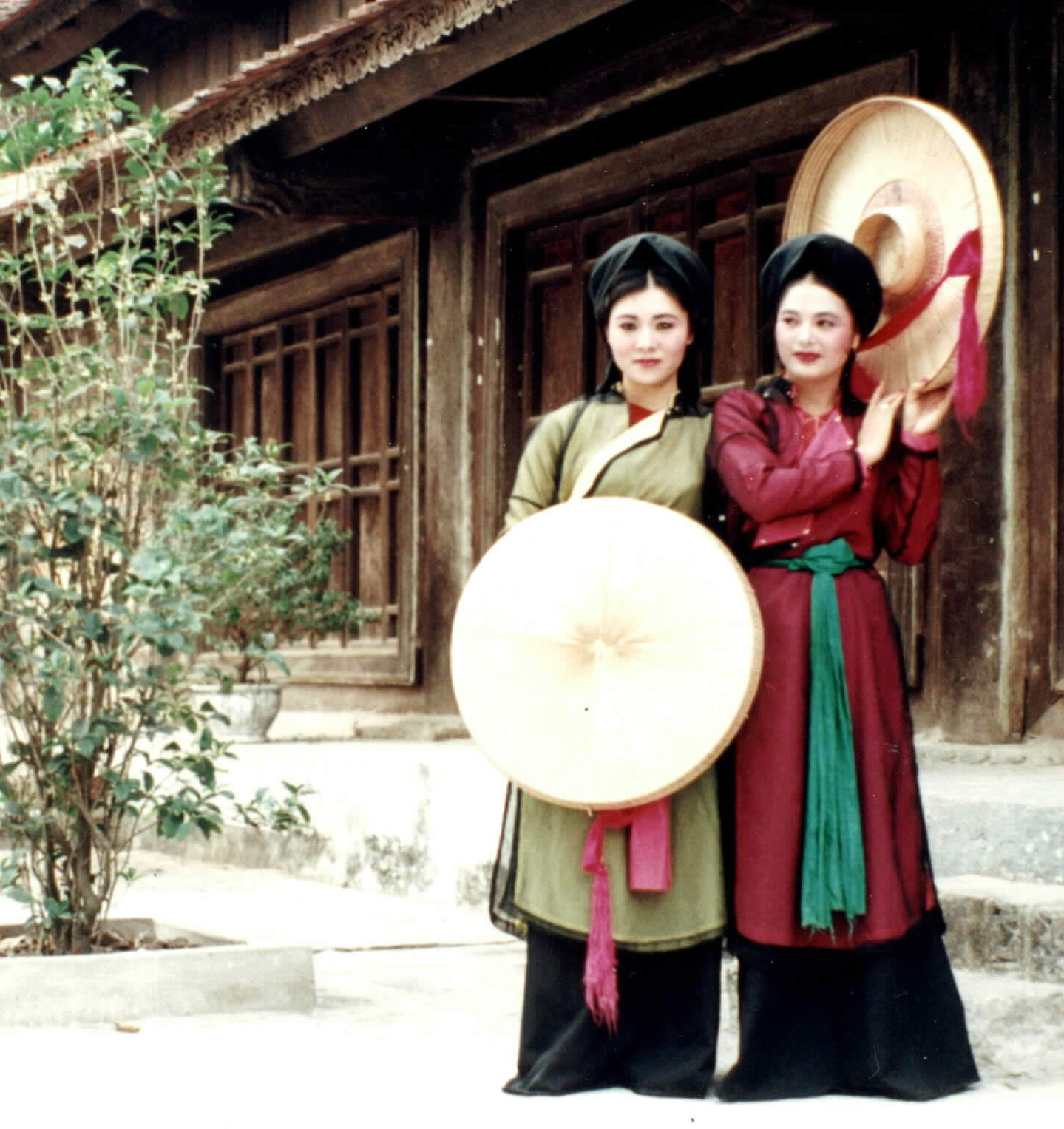
Nghệ sĩ dân ca.
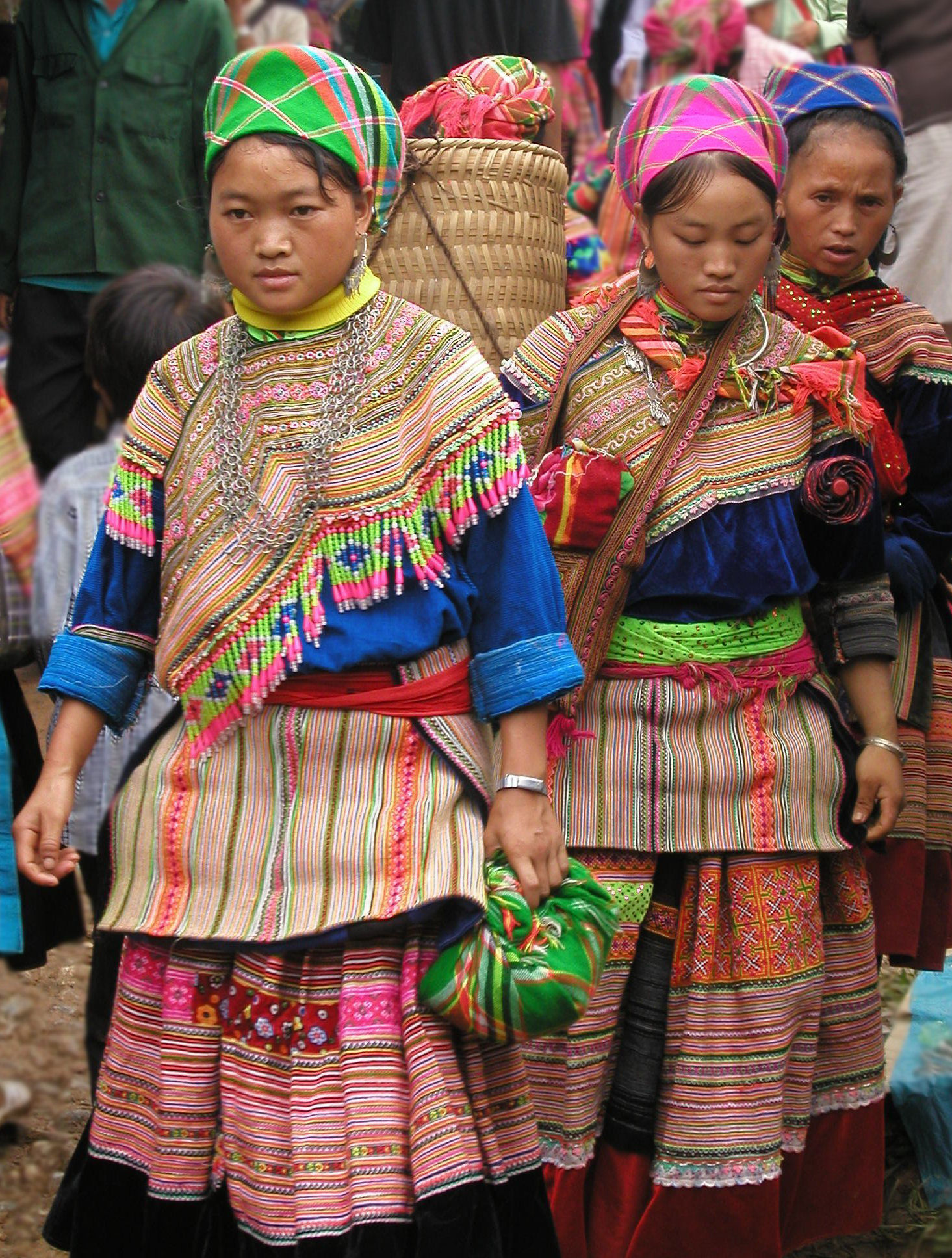
Phụ nữ H'mong, dân tộc thiểu số Việt Nam.
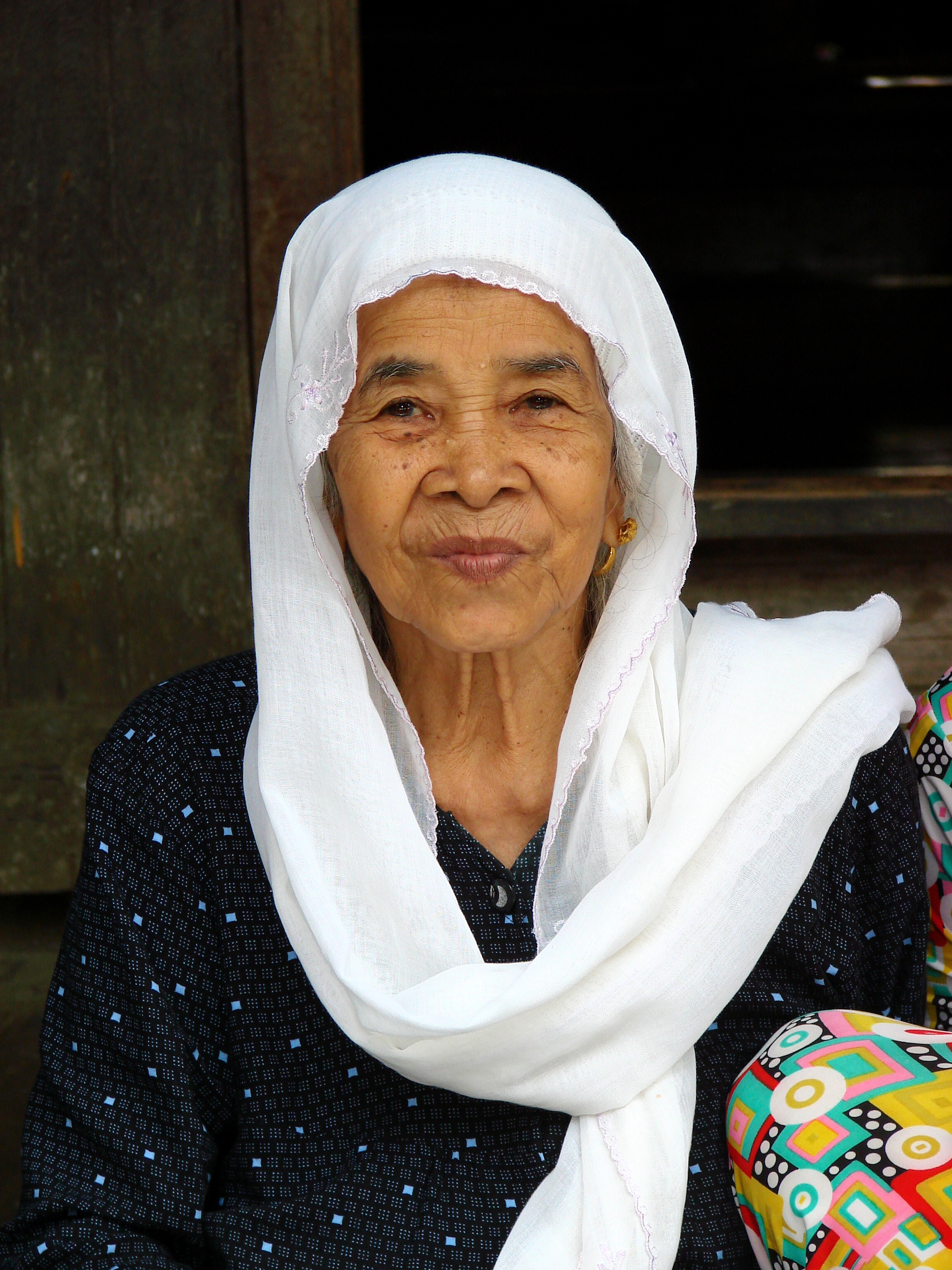
Người phụ nữ Chăm, Nam Bộ Việt Nam.
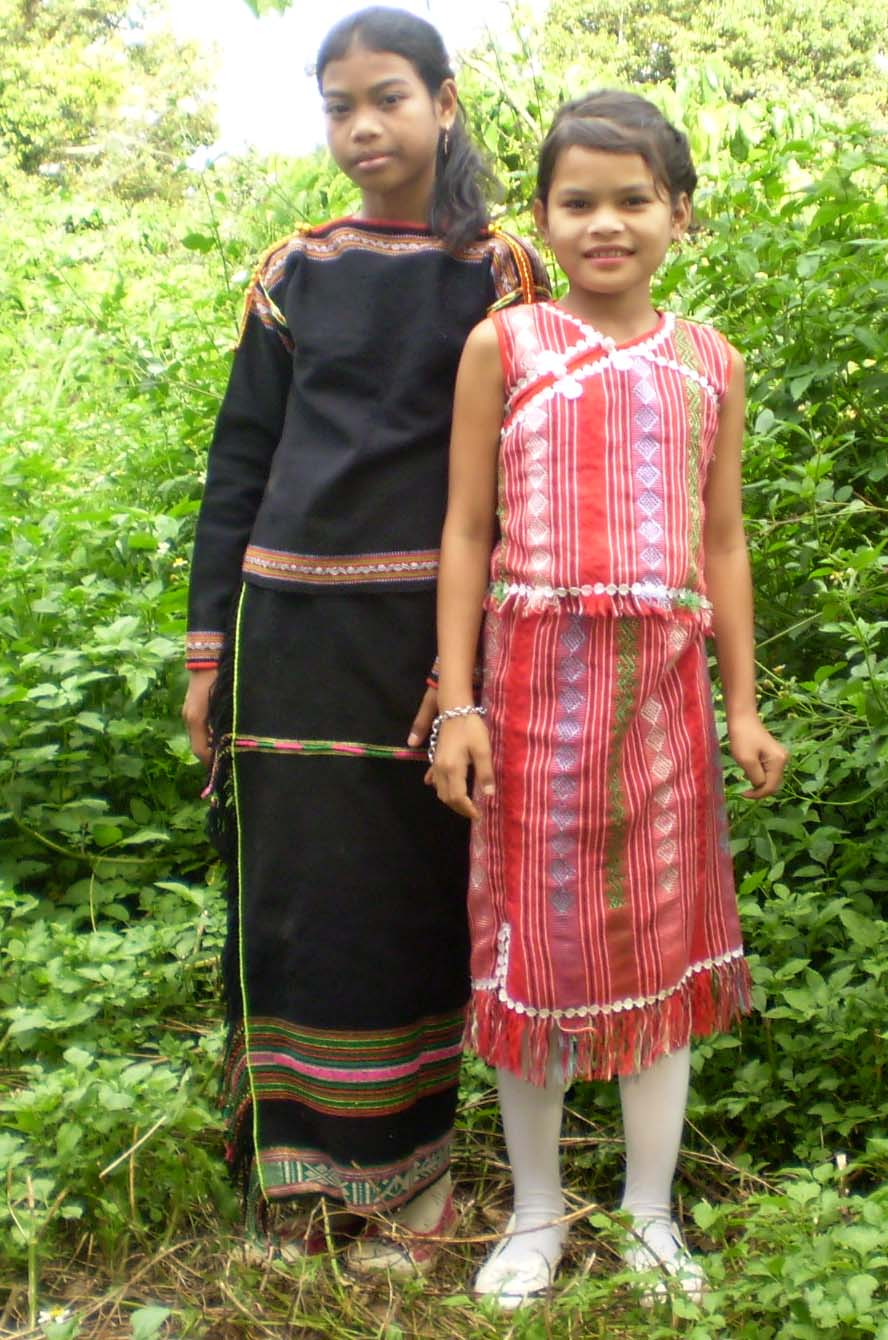
Thiếu nhi người Ê Đê, dân tộc thiểu số Việt Nam.

## Vị thế xã hội của Phụ nữ Việt Nam
Trong xã hội Việt Nam hiện nay phụ nữ đóng góp một phần rất lớn vào quá trình phát triển của đất nước, thể hiện ở số nữ chiếm tỉ lệ cao trong lực lượng lao động. Với hơn 50% dân số và gần 50% lực lượng lao động xã hội, ngày càng có nhiều phụ nữ tham gia vào hầu hết các lĩnh vực của đời sống xã hội và giữ những chức vụ quan trọng trong bộ máy nhà nước.
- Về chính trị: Với tỉ lệ nữ đại biểu trong Quốc hội là 27,31% của Khóa XI đã đưa Việt Nam lên vị trí thứ nhất châu Á và thứ hai khu vực châu Á Thái Bình Dương về tỷ lệ nữ tham gia Quốc hội. Tỷ lệ nữ đại biểu Quốc hội không chỉ tăng dần số lượng qua từng khóa mà còn mạnh lên cả về chất lượng, hoạt động đại biểu[7] và Việt Nam được đánh giá là nước có tỉ lệ phụ nữ tham gia hoạt động chính trị cao nhất thế giới.[8] tỉ lệ đại biểu nữ trong Quốc hội (khóa XII) tăng lên tới 33,1%,số phụ nữ tham gia Hội đồng nhân dân các cấp là trên 20%[6]. Hiện đang có kế hoạch tăng lên hơn 35% nữ đại biểu có mặt trong Quốc hội bất chấp rào cản trong bất bình đẳng giới.[9]
- Về giáo dục: Cứ 100 cử nhân có 36 nữ, 100 thạc sĩ có 34 nữ, 100 tiến sĩ có 24 nữ[7]. Hơn 90% phụ nữ biết đọc, biết viết. Ngay trong giới báo chí, tỷ lệ các nhà báo nữ cũng ước tính tới gần 30%. Phụ nữ chiếm ưu thế trong một số ngành như Giáo dục, Y tế, và Dịch vụ. Trong công tác chuyên môn, phụ nữ chiếm số đông trong các bộ môn Văn học, ngôn ngữ, y dược, Khoa học xã hội, Khoa học tự nhiên và Kinh tế. Nếu tính tổng số giờ làm việc của nữ giới (kể cả ở nhà và bên ngoài) cao hơn rất nhiều so với nam giới.[6][10]
- Về luật pháp: Phụ nữ được luật pháp bảo vệ với Luật Bình đẳng giới Lưu trữ ngày 2 tháng 9 năm 2011 tại Wayback Machine cùng các luật, nghị định, quyết định và pháp lệnh khác trong việc bảo đảm cho các cấp Hội Liên hiệp Phụ nữ Việt Nam tham gia quản lý nhà nước cũng như các chương trình hành động phòng, chống tội phạm buôn bán phụ nữ, mại dâm, bạo hành trong gia đình và tuyên truyền nâng cao ý thức về quyền lợi của người phụ nữ trong các vấn đề này.[11][12][13] Việt Nam cũng là một trong số ít các quốc gia đã hoàn thành báo cáo về tình hình thực hiện Công ước về xóa bỏ mọi hình thức phân biệt đối xử với phụ nữ (CEDAW). Đặc biệt, hệ thống các ban Vì sự tiến bộ của phụ nữ đã được thành lập ở 45 bộ, ngành và toàn bộ 64 tỉnh, thành phố. Mạng lưới cán bộ tư vấn về giới hoạt động hiệu quả, hệ thống pháp luật bảo đảm quyền bình đẳng của phụ nữ được tăng cường.[6] Bộ LĐTBXH cũng đã tổ chức Hội thảo lấy ý kiến về tăng chính sách cho phụ nữ trong dự thảo Bộ luật Lao động tại Hà Nội.[14]
- Về kinh tế: Có tới 71% phụ nữ từ 13 tuổi trở lên là những người có thu nhập. Số hộ nghèo do phụ nữ làm chủ đã giảm từ 37% năm 1998 xuống còn 8% năm 2004.Quyền của phụ nữ về kinh tế đã được nâng lên thông qua việc pháp luật quy định phụ nữ cùng đứng tên với nam giới trong giấy chứng nhận quyền sở hữu đất đai, nhà ở, và tài sản.[6] Hiện nay, số doanh nghiệp do phụ nữ điều hành hoặc làm chủ chiếm tới trên 20% tổng số doanh nghiệp ở Việt Nam. Những doanh nghiệp do phụ nữ làm chủ phần lớn thuộc về khu vực thương mại, dịch vụ, sản xuất, chế biến nông sản, thủy sản.[15] Nhiều tấm gương phụ nữ trẻ làm kinh tế giỏi không những chỉ làm giàu cho bản thân mà còn đóng góp được nhiều cho xã hội,giúp đỡ nhiều người có hoàn cảnh khó khăn giống mình.[16][17][18][19]

Phụ nữ trong xã hội Việt Nam hiện nay ngoài những điểm tích cực, tiến bộ thì vẫn đang đối mặt với một số vấn đề hạn chế, tiêu cực trong xã hội là:
- Phân biệt đối xử trong xã hội - Bình đẳng giới: Ở Việt Nam, số nam giới làm cán bộ quản lý cao hơn năm lần so với nữ giới.[20] Các gia đình mong muốn có con trai, đặc biệt là con đầu lòng, đây là một trong các nguyên nhân dẫn tới tỷ lệ phá thai nữ rất cao ở Việt Nam, và sự mất cân bằng giới tính. Theo thống kê mới nhất, tỷ lệ trẻ em nam/nữ hiện tại là 120/100, dự báo đến năm 2030, sẽ mất cân bằng giới tính trong hôn nhân (thừa nam thiếu nữ)[cần dẫn nguồn]. Còn nhiều phụ nữ phải làm trong các ngành nghề độc hại không phù hợp.
- Bạo hành gia đình: Theo báo cáo của Ủy ban Dân số - Gia đình và Trẻ em, 30% số phụ nữ bị đánh đập, lạm dụng cưỡng bức bằng nhiều hình thức do người chồng gây ra.[21] Theo số liệu thống kê của Liên Hợp Quốc và Tổng cục Thống kê thì 58% phụ nữ Việt Nam là nạn nhân của bạo lực gia đình.[22] Nhiều vụ bạo hành thương tâm diễn ra, để lại di chứng rất nặng nề cho người phụ nữ.[23]
- Buôn bán phụ nữ: hàng năm, có hàng nghìn phụ nữ Việt Nam bị buôn bán trái phép qua biên giới (theo số liệu Liên hợp quốc). Có các chương trình của các tổ chức quốc tế, cũng như của Liên hiệp Phụ nữ VN chống buôn bán phụ nữ. Tuy nhiên, vẫn có rất nhiều các trường hợp phụ nữ bị bán qua biên giới, qua Trung Quốc, Campuchia, Đài Loan, Hong Kong, Malaysia và Thái Lan. Rất nhiều phụ nữ và trẻ em Việt Nam sinh sống tại vùng biên đã bị bắt cóc bán sang Trung Quốc làm vợ hoặc phục vụ trong các động mại dâm. Tình trạng này thực sự trở lên đáng báo động khi số người bị buôn bán ngày càng gia tăng.[24] Theo báo cáo Liên hợp quốc, năm 2004, có khoảng 50.000 phụ nữ bị đưa đi làm gái tại Campuchia, trong đó có nhiều cô gái Việt Nam. Unicef thống kê có khoảng một phần ba gái mại dâm ở Campuchia dưới 18 tuổi, và hầu hết là người Việt Nam.[25] Ước tính có khoảng 10% số vụ hôn nhân giữa phụ nữ Việt Nam với đàn ông Trung Quốc có thể là kết quả của nạn buôn người.[25]
- Sức khỏe phụ nữ và sức khỏe sinh sản: Tỷ lệ phụ nữ ở độ tuổi sinh sản mắc các bệnh nhiễm khuẩn đường sinh sản (20%) và nhiễm khuẩn lây truyền qua đường tình dục cao (25%). Đóng góp của y tế công góp phần làm giảm tỷ lệ tử vong mẹ và con, tuy nhiên tử vong mẹ vẫn còn ở mức cao (29,9/1.000), đặc biệt ở miền Trung, cao nguyên và các tỉnh miền núi phía Bắc.[cần dẫn nguồn]
- Tỷ lệ phá thai cao: Việt Nam có tỷ lệ nạo phá thai cao nhất thế giới, và người thua thiệt bao giờ cũng là phụ nữ.[26] Một nguyên nhân là do tình hình quan hệ tình dục ở lứa tuổi vị thành niên, trước và ngoài hôn nhân của vị thành niên và thanh niên ngày càng nghiêm trọng, không chỉ phổ biến ở các thành phố lớn, các khu đô thị mà xuất hiện ngày càng nhiều ở các vùng nông thôn. Vấn đề giáo dục giới tính cho trẻ em nữ không được làm tốt và do sự du nhập của văn hóa sống tự do phương Tây qua các phương tiện truyền thông. Thanh niên nữ quan hệ tình dục lần đầu sớm hơn trước nhiều. Theo Điều tra Quốc gia về thanh niên và vị thành niên Việt Nam lần 2 (SAVY 2) công bố (tháng 8-2010), tuổi có quan hệ tình dục lần đầu đã hạ xuống 18,1 tuổi, sớm hơn 1,5 tuổi so với thanh niên cùng lứa tuổi trong điều tra cách đây 5 năm (19,6 tuổi).[27]
- Mại dâm: Phụ nữ là nạn nhân chính của tệ nạn mại dâm tại Việt Nam. Hiên nay, do vấn đề kinh tế, đặc biệt tại các vùng khó khăn, tình trạng mại dâm nữ diễn biến rất phức tạp, có chiều hướng tăng lên. đầu tư cho công tác phòng chống mại dâm và phòng chống buôn bán phụ nữ trẻ em hiện nay quá ít, không tương xứng với nhiệm vụ. Ngân sách chủ yếu là lấy từ kinh phí thường xuyên của các bộ, ngành và địa phương trong nguồn chi đảm bảo xã hội, nên nhiều nơi không bố trí kinh phí cho chương trình này, hoặc bố trí rất ít.[28]

## Chính phủ Việt Nam giúp đỡ Phụ nữ Việt Nam
Đảng Cộng sản Việt Nam và Nhà nước Việt Nam "luôn tạo điều kiện cho phụ nữ Việt Nam phát triển" và ngày 21 tháng 1 năm 2002, Thủ tướng Chính phủ Việt Nam đã ký quyết định phê duyệt "Chiến lược Quốc gia vì sự tiến bộ của phụ nữ Việt Nam đến năm 2010, vì sự Tiến bộ của phụ nữ Việt Nam.
Các Hội Liên hiệp Phụ nữ có chi nhánh ở khắp các địa phương với rất nhiều quan chức, tuy nhiên đôi khi lại chậm chạp cứu trợ người phụ nữ trong những vụ bạo lực gia đình, lạm dụng tình dục và buôn bán phụ nữ.

## Trợ giúp của nước ngoài
Liên Hợp Quốc xem bình đẳng giữa hai giới là góp phần đẩy nhanh tốc độ phát triển kinh tế - xã hội của Việt Nam, Tổ chức Lao động Quốc tế (ILO) góp phần tạo thêm nhiều việc làm và việc làm tốt hơn cho nữ thanh niên Việt Nam, Tổ chức Phát triển công nghiệp Liên Hợp Quốc (UNIDO) hiện đang hỗ trợ phát triển doanh nghiệp cho phụ nữ trong lĩnh vực chế biến lương thực, thực phẩm. Theo bà Pascal Brudon, đại diện của Tổ chức Y tế Thế giới (WHO) tại Việt Nam: "Việc tăng cường bình đẳng, công bằng giới và tạo điều kiện cho phụ nữ được tham gia quyết định các vấn đề sinh đẻ, tài chính và gia đình của mình sẽ cải thiện sức khoẻ và cuộc sống của phụ nữ và nam giới ở Việt Nam".
Việt Nam nhận được nhiều sự trợ giúp của nước ngoài để phát triển an sinh xã hội cho phụ nữ, san bằng những bất bình đẳng xã hội và tăng cường bình đẳng giới tính. Như năm 2012, Liên Hợp Quốc đạ tăng gấp đôi viện trợ và cấp cho Việt Nam 40 triệu đô la giúp phát huy bình đẳng giới tính và quyền của phụ nữ trong 5 năm từ 2012 tới 2016 